# Ujsoły
Ujsoły – wieś w Polsce położona w województwie śląskim, w powiecie żywieckim, w gminie Ujsoły. Miejscowość jest siedzibą gminy Ujsoły. W latach 1975–1998 miejscowość administracyjnie należała do województwa bielskiego.

## Położenie
Wieś Ujsoły położona jest w południowej części obecnego województwa śląskiego, w Małopolsce (Żywiecczyzna), w Beskidzie Żywieckim, przy ujściu Bystrej do Wody Ujsolskiej. Pola i zabudowanie miejscowości znajdują się w dolinie Wody Ujsolskiej i dolnej części Bystrej, oraz na zboczach Wilczego Gronia, Kiczory, Hutyrowa, Urówki, Muńcuła i Kotelnicy, na wysokości około 540–600 m n.p.m. Przed 1975 rokiem Ujsoły położone były województwie krakowskim, jak i również przed 1939 rokiem.
Ujsoły znajdują się w odległości ok. 30 kilometrów od Żywca i ok. 10 kilometrów od drogi ekspresowej S1.

## Nazwa wsi
Nazwa wsi zawdzięcza swoją nazwę pierwszym osadnikom. Jak podaje legenda widząc w dolinie rzekę, zawołali „Uj-Sol”, co znaczyło „Wielka Soła”. W rzeczywistości nazwa pierwotnie brzmiała Usoły, o czym wspomina Andrzej Komoniecki w swym „Dziejopisie Żywieckim”:
„…a Usoły że od rzeki Soły zasadzona wieś…”. Przedrostek „uj” to zniekształcenie węgierskie, (Uj-Soły to węg. Nowe Soły) powstałe w czasie zaboru austriackiego.

## Części wsi
| SIMC    | Nazwa        | Rodzaj     |
| ------- | ------------ | ---------- |
| 1003673 | Bęściów      | część wsi  |
| 0073507 | Danielka     | przysiółek |
| 0073513 | Do Hutyrów   | część wsi  |
| 0073520 | Do Krzoski   | część wsi  |
| 0073536 | Do Tanistry  | część wsi  |
| 1003704 | Kręcichłosty | przysiółek |
| 0073542 | Stawiska     | przysiółek |
| 0073559 | Za Borem     | część wsi  |

## Historia
W 1860 została założona szkoła trywialna. Drewno na budowę i 5 sąg drewna na pniu na opał przekazał właściciel Żywca Albrecht Fryderyk Habsburg, gmina przeznaczyła corocznie  210 zł austr. na utrzymanie nauczyciela, zobowiązała się zbudować budynek szkolny i go utrzymywać, ścinać ofiarowane drewno i zwozić, a w razie cofnięcia daru drewna, to własnym kosztem kupować.
Zabytki Ujsół wpisane do rejestru zabytków nieruchomych województwa śląskiego to:
- cmentarz katolicki z początku XX wieku
- kapliczka „U Koconia”[7]

## Piesze szlaki turystyczne
Ujsoły – Muńcuł – Przełęcz Kotarz – Rycerzowa
 Ujsoły – Zapolanka – Kręcichwosty (skrzyżowanie z żółtym szlakiem z Rajczy na Romankę)